# 2022年印巴熱浪
2022年印巴热浪是2022年3月和4月出現的熱浪，影響範圍波及印度和巴基斯坦大部分地區。該次熱浪导致印度出現自1901年以来最热的3月，并持续到4月，影响了该国西北部的大部分地区。 降雨量仅为正常水平的四分之一到三分之一。印度多个城市的高温超过42.8 °C（109.0 °F），位於馬哈拉施特拉邦東部的沃爾塔的溫度上升到45 °C（113 °F）。而3、4月的平均氣溫創122年來新高 。此外，巴基斯坦也出现了类似的情況，例如讷瓦布沙阿氣溫達到49.5 °C（121.1 °F），信德省雅各布阿巴德的氣溫達到51℃。
至少截止5月中旬，印度國家災害管理局（NDMA）已將全印28邦中的23個、以及超過100個城市，列為極端高溫危險區，其中19邦已制定應對計劃。

## 影响

### 农业
由於2022年俄羅斯入侵烏克蘭進一步推動了2022年糧食危機，加上印度出現热浪，导致印度的小麥价格上涨和供应减少，战争又進一步推高了化肥的价格。预计是次熱浪會严重减少小麦收成。 印度氣象局指，該國經歷了有紀錄以來最炎熱的3月，並拖累當地的收成。北方邦的農民指出，現時小麥產量較正常收成量減少近六成。在此背景下，印度頒布小麥出口禁令。
同時，巴基斯坦農產品同受威脅。其出口芒果產量面臨威脅，預計年出口額會有30%至50%的跌幅，巴基斯坦的甘蔗、棉花等經濟作物產量也將下跌，進而引發相關產業鏈因缺乏原料而減產，導致的經濟損失難以估計。

### 电力短缺
印度正面临六年多以来最严重的电力短缺，多地采取限电措施。酷热的天氣也迫使学校提前关闭。印度约70%的电力来自煤炭发电，快速增加的用电导致印度各电厂煤炭库存处于九年以來的最低水平。